# Craspedolepta martini
Craspedolepta martini är en insektsart som först beskrevs av Van Duzee 1924.  Craspedolepta martini ingår i släktet Craspedolepta och familjen rundbladloppor. Inga underarter finns listade i Catalogue of Life.